# Hełmiczka czarnobrzeżna

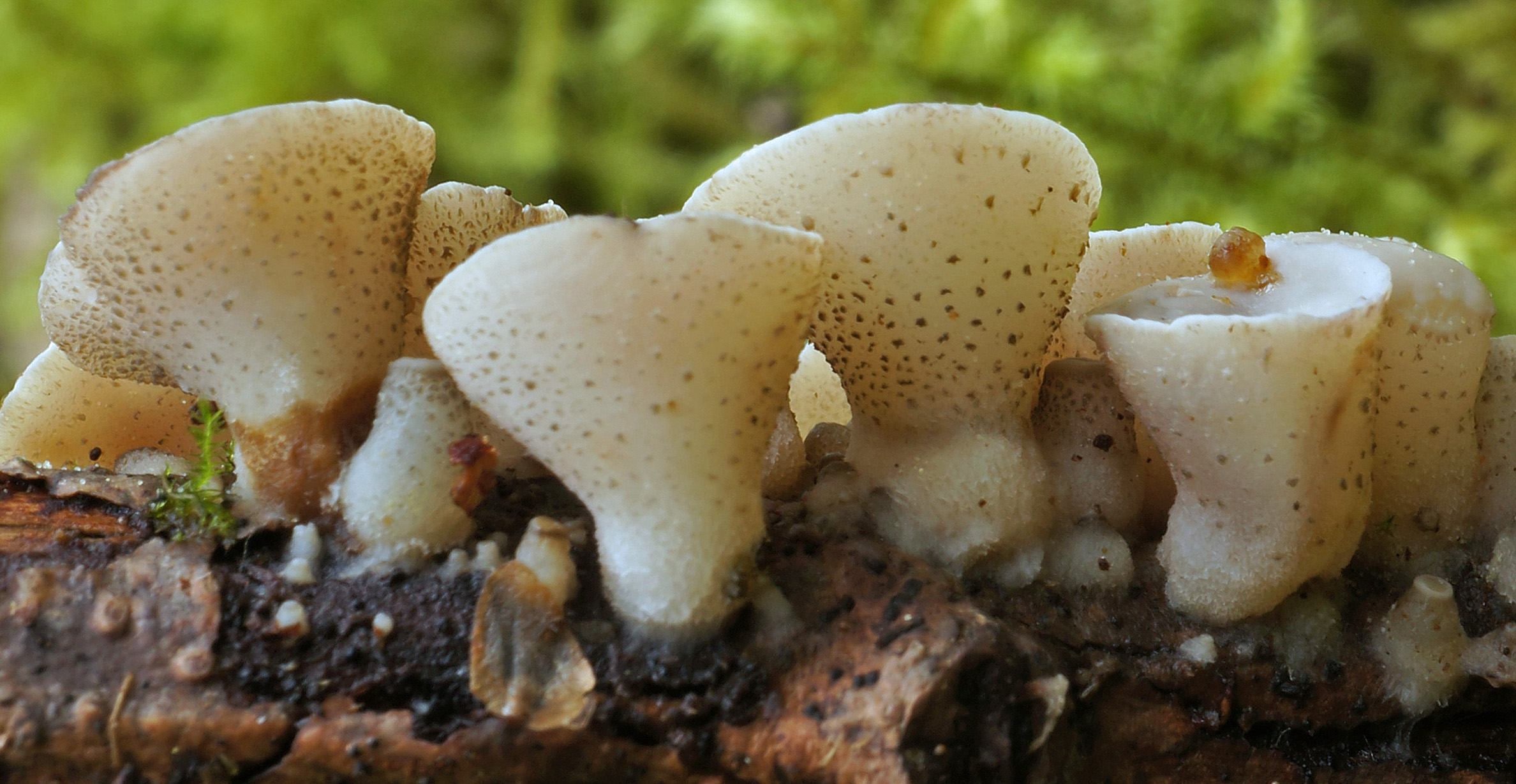

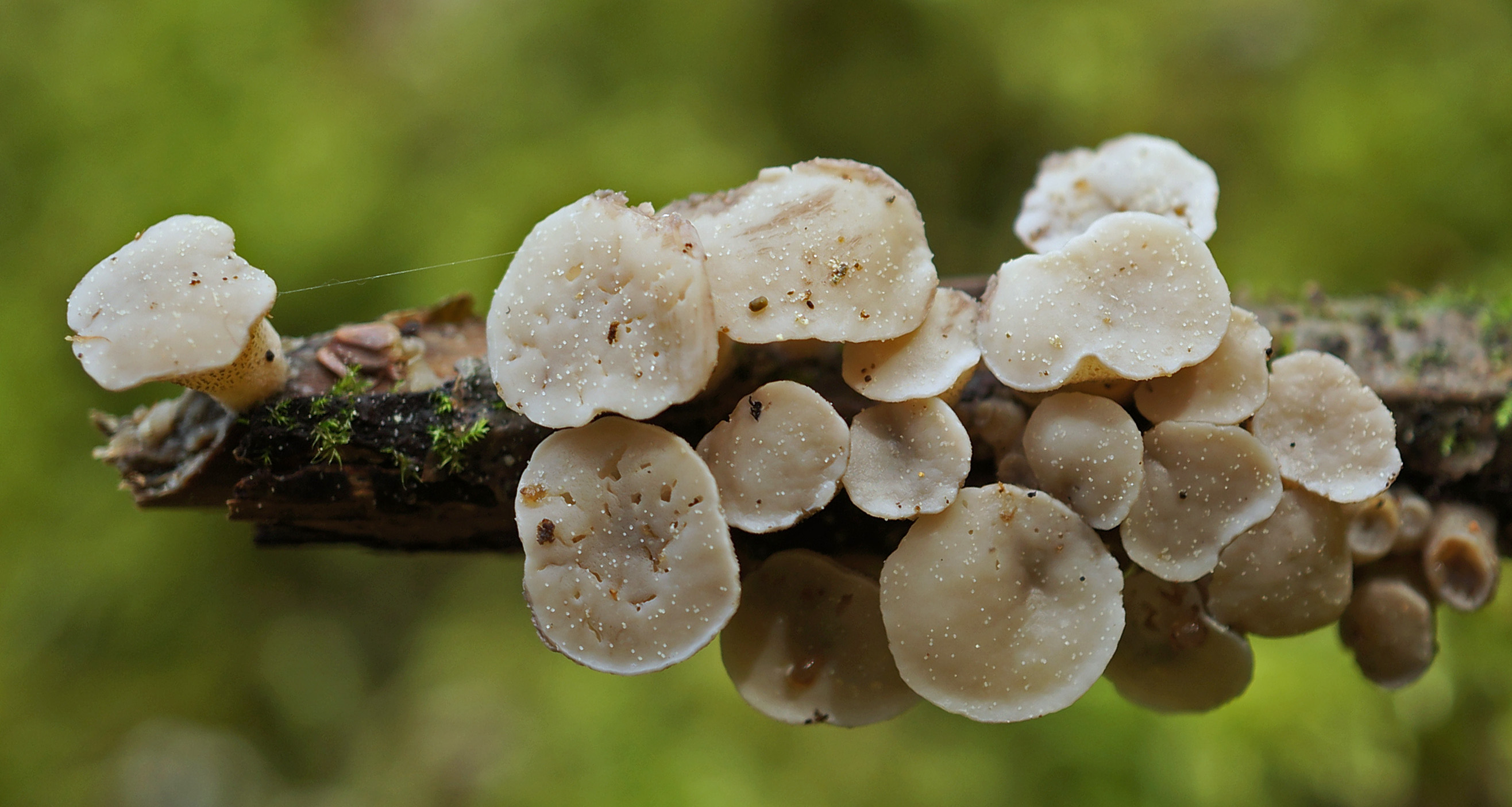

Hełmiczka czarnobrzeżna (Cudoniella tenuispora (Cooke & Massee) Dennis) – gatunek grzybów należący do klasy patyczniaków (Leotiomycetes).

## Systematyka i nazewnictwo
Pozycja w klasyfikacji według Index Fungorum: Cudoniella, Tricladiaceae, Helotiales, Leotiomycetidae, Leotiomycetes, Pezizomycotina, Ascomycota, Fungi.
Po raz pierwszy opisali go w 1893 r. Mordecai Cubitt Cooke i George Edward Massee, nadając mu nazwę Sarcoscypha tenuispora. Obecną nazwę nadał mu Richard William George Dennis w 1974 r. Synonimy:
- Cudoniella bataillei (Boud.) Bon & Chevassut 1973,
- Geopyxis parvispora Massee 1895,
- Ombrophila bataillei Boud. 1917,
- Pseudombrophila tenuispora (Cooke & Massee) Boud. 1907,
- Sarcoscypha tenuispora Cooke & Massee 1893[2].

Polską nazwę zarekomendowała Komisja ds. Polskiego Nazewnictwa Grzybów przy Polskim Towarzystwie Mykologicznym w 2024 r.

## Morfologia
Teleomorfa
Apotecja rozproszone lub w grupkach, w stanie świeżym o średnicy (0,25–)0,35–0,9(–1,1) mm i wysokości 0,1–0,21 mm, białawe do blado lub jasnokremowych, czasami szarawe lub żółtawoochrowe o czerwonawym odcieniu, półprzezroczyste, przez co na środku ciemniejsze. Tarczka owocnika lekko wklęsła do płaskiej lub średnio wypukła, brzeg cienki, nie wystający, gładki. Owocniki siedzące na szerokiej podstawie lub z wyraźnym szerokim trzonem 0,05–0,1 × 0,2–0,4 mm o barwie żółtawej do pomarańczowo-różowej. Worki (36–)38–55(–58) × (3,2–)3,4–3,8(–4) μm, zwykle 8-zarodnikowe, rzadko 7-zarodnikowe, zarodniki ułożone w 1–4 rzędach, 4 dolne zarodniki odwrócone (często mieszane, czasami niektóre niższe zarodniki nie odwrócone). Askospory proste do bardzo lekko zakrzywionych (8,5–)10–12(–13) × (0,9–)1–1,2(– 1,3) μm, wąsko cylindryczno-wrzecionowate z nieco ostrym lub tępym wierzchołkiem, niezbyt lub średnio zwężające się ku podstawie, podstawa zaokrąglona do tępej, czasami nieco ostra. Parafizy wierzchołkowe od lekko do silnie maczugowato-główkowatych, komórki końcowe: 17–25 × 2,8–4(–5) μm, 18–25(–29) × (2,2–)2,5–3,7(–4,2) μm, komórki dolne 4–7 × 1,8–3 μm (3,5–)4–6(–7) × 1,4–2,2 μm; nierozgałęzione w górnej przegrodzie.
Anamorfa
Konidiofory wzniesione, septowane, nierozgałęzione, na wierzchołkach z 4–6 wydatnymi zębami. Konidia 6–8 × 5–6,5 μm, 4,5–6 × 4–5,2 μm (łącznie z wypukłościami), odwrotnie piramidalne, w części dystalnej kończą się 5–8 wydatnymi bocznymi lub czasami końcowymi wypukłościami. Chlamydospor brak.

## Występowanie i siedlisko
Stanowiska hełmiczki wilgociolubnej podano głównie w Europie, poza nią tylko w jednym regionie na zachodnim wybrzeżu Ameryki Północnej. W Polsce po raz pierwszy jej stanowiska podali B. Gierczyk i inni w 2019 r. Znajduje się na liście gatunków zagrożonych i wartych objęcia ochroną.
Grzyb saprotroficzny nadrzewny, występujący na wilgotnym lub mokrym podłożu, na korze drzew lub czasami na drewnie, głównie drzew liściastych, średnio do silnie zbutwiałym i na korze bez glonów. Przy sprzyjających warunkach rozwija się przez cały rok.